# Diadoque (royaume de Grèce)
Pour les articles homonymes, voir Diadoque (homonymie).
Le diadoque de Grèce (du grec ancien : διάδοχος / diádokhos, qui signifie simplement « successeur ») ou prince royal de Grèce est l'héritier du trône de Grèce à l'époque contemporaine. Depuis 1973-1974 et l'abolition de la monarchie, il ne s'agit plus que d'une sorte de titre de courtoisie, les constitutions grecques ne reconnaissant pas les titres de noblesse. 
Depuis le traité de Londres de 1832, le titre est attribué au fils aîné du souverain ou, à défaut, au prince de sa dynastie le plus proche en degré ou, à défaut, à la princesse de sa dynastie la plus proche en degré. À partir de 1844, la constitution grecque établit en outre que le diadoque doit confesser la religion orthodoxe, ce qui n’est pas sans poser de difficulté à une époque où la dynastie royale est catholique. Depuis la mise en place de la constitution de 1952, les filles du monarque ont le pas sur leurs cousins mais viennent après leurs frères dans l’ordre de succession au trône.

## Titulature

### Diadoque
Ni la constitution grecque de 1844, ni celle de 1864, qui servent de base aux autres lois fondamentales du royaume de Grèce, ne reconnaissent les titres de noblesse. Elles interdisent au contraire aux souverains hellènes d'en conférer. Dans ces conditions, l'expression « diadoque de Grèce » renvoie davantage à une fonction (celle d'héritier du trône) qu'à un titre proprement dit.
De fait, le mot « diadoque », qui vient du grec ancien διάδοχος (diádokhos) signifie simplement « successeur, qui recueille la succession de ». C'est un déverbal du grec ancien διαδέχομαι (diadékhomai), qui veut lui-même dire « recevoir par succession ». À l'époque hellénistique, « diadoque » désignait ainsi les généraux successeurs d'Alexandre le Grand.

## Règles de succession
Le traité de Londres du 7 mai 1832, qui place la maison de Wittelsbach sur le trône de Grèce et pose les bases de la future monarchie hellène, établit que la couronne y est « héréditaire par ordre de primogéniture dans la descendance du roi Othon, ou à défaut, dans celle de son frère Luitpold, ou à défaut, dans celle de son frère Adalbert ». En attendant la naissance d'un hypothétique prince héritier, il fait donc de Luitpold le premier diadoque (« successeur ») du tout nouveau royaume de Grèce.
La question de la succession dynastique se complique après le Coup d'État du 3 septembre 1843 et l'instauration de la constitution de 1844. En effet, la nouvelle loi fondamentale dispose, dans son article XL, que les successeurs d'Othon Ier doivent confesser la religion orthodoxe pour pouvoir monter sur le trône. Or, tous les Wittelsbach sont catholiques et ni Luitpold ni aucun membre de sa parentèle ne semblent prêts à abjurer leur religion pour accéder au trône de Grèce. Othon Ier n'ayant pas d'enfant légitime, l'identité du diadoque reste donc indécise pendant plusieurs années.
La déposition d'Othon et de sa femme Amélie en 1862 résout cependant la question dynastique en proclamant la déchéance des Wittelsbach et en appelant une nouvelle dynastie sur le trône en la personne de Georges Ier. En 1864, une nouvelle constitution est adoptée par le royaume de Grèce. Son article XLV établit que « la Couronne hellénique et les droits constitutionnels qui lui sont attachés sont héréditaires et se transmettent, par ordre de primogéniture, aux descendants directs, naturels et légitimes du roi Georges Ier, les héritiers mâles étant toujours préférés aux femmes ».
Durant presque quatre-vingt dix ans, cet article constitutionnel est interprété sous une forme quasi-salique, les Grecs n'envisageant de voir une femme monter sur le trône qu'en cas d'extinction totale des mâles de la dynastie[réf. nécessaire]. Il faut attendre la réforme constitutionnelle de 1952 pour que les choses évoluent. Un article explicitatif est alors ajouté au précédent. Celui-ci établit « que la couronne de Grèce échoit de préférence aux descendants de chacun des rois, selon leur ordre de naissance, la préférence étant donnée aux enfants de sexe masculin ». Depuis cette réforme, les filles du monarque ont donc préséance sur leurs cousins mâles mais viennent après leurs frères dans l'ordre de succession à la couronne.

## Mariage du diadoque
Aucun article constitutionnel ni aucun traité international liés aux lois de succession au trône de Grèce n'établissent de règle concernant le mariage des descendants du souverain. L'institution du mariage morganatique, d'origine allemande, n'existe pas officiellement dans le pays et aucune règle explicite n'oblige les membres de la famille royale à épouser des individus de rang similaire au leur, autrement dit des personnes issues de maisons souveraines.
Malgré tout, en Grèce comme dans les autres pays européens, les unions inégales ont longtemps été considérées comme des mésalliances. Très sourcilleuse sur les questions matrimoniales, la reine Sophie de Grèce, épouse du roi Constantin Ier, a ainsi interdit à ses fils Georges II et Paul Ier d'épouser des femmes qu'elle jugeait inférieures à eux en rang. Le roi Alexandre Ier lui-même n'est parvenu à épouser une roturière qu'en secret et son épouse n'a jamais obtenu les rangs et titres de reine des Hellènes.
Tous les membres de la famille royale ayant conclu des mariages inégaux n'ont cependant pas été exclus de la succession. Dans la jeune génération, le diadoque Paul, sa sœur Alexia et son frère Nikólaos ont tous épousé des roturiers sans courir le risque d'être exclus de la famille royale.

## Liste des diadoques de Grèce

### Maison de Wittelsbach
| Portrait                    | Héritier | Période                                                    | Monarque  | Explications |
| --------------------------- | --- | ---------------------------------------------------------- | --------- | --- |
| Luitpold, prince de Bavière | Luitpold, prince de Bavière Né le 12 mars 1821 à Wurtzbourg (Bavière) — Mort le 12 décembre 1912 à Munich (Bavière) Futur régent de Bavière (1886-1912) | 7 mai 1832 — 18 mars 1844 (11 ans, 10 mois et 11 jours)    | Othon Ier | Lors de l'élection au trône d'Othon Ier, le traité de Londres de 1832 précise qu'en l'absence d'enfant légitime du roi, son frère Luitpold est reconnu héritier du trône. |
| Succession indécise         | Succession indécise | 18 mars 1844 — 23 octobre 1862 (18 ans, 7 mois et 5 jours) | Othon Ier | La constitution grecque de 1844 et le traité de Londres de 1852 établissent que l'héritier du trône doit professer la religion orthodoxe. Or, Luitpold et les autres membres de la maison de Wittelsbach refusent de se convertir, ce qui pose la question de la succession. Les Wittelsbach sont définitivement déchus par un décret du Parlement daté du 16 février 1863. |
| Vacance du trône            | |                                                            |           | |

### Maison de Glücksbourg
| Portrait                                | Héritier | Période | Monarque                                                                        | Explications |
| --------------------------------------- | --- | --- | ------------------------------------------------------------------------------- | --- |
| Succession indécise                     | Succession indécise | 30 mars 1863 — 2 août 1868 (5 ans, 4 mois et 3 jours)                                                                                       | Georges Ier                                                                     | Après l'élection de Georges Ier en 1863, la succession au trône reste floue jusqu'à la naissance du diadoque Constantin. |
| Constantin, diadoque de Grèce           | Constantin, prince de Grèce et de Danemark Né le 2 août 1868 à Athènes (Grèce) — Mort le 11 janvier 1923 à Palerme (Italie) Futur roi Constantin Ier | 2 août 1868 — 18 mars 1913 (44 ans, 7 mois et 16 jours)                                                                                     | Georges Ier                                                                     | Premier prince à naître sur le sol grec depuis la disparition de l'Empire byzantin, il est baptisé Constantin dans l'espoir d'accomplir la prophétie qui dit qu'un basileus portant ce nom libérera Constantinople et rendra sa gloire à la Grèce,. |
| Georges, diadoque de Grèce              | Georges, prince de Grèce et de Danemark Né le 19 juillet 1890 à Tatoï (Grèce) — Mort le 1er avril 1947 à Athènes (Grèce) Futur roi Georges II        | 18 mars 1913 — 10 juin 1917 (4 ans, 2 mois et 23 jours)                                                                                     | Constantin Ier                                                                  | Jugé tout aussi germanophile que son père, il est exclu de la succession par les puissances de l'Entente et par le Premier ministre Elefthérios Venizélos pendant la Première Guerre mondiale,. |
| Succession indécise                     | Succession indécise | 10 juin 1917 — 22 novembre 1920 (3 ans, 5 mois et 12 jours)                                                                                 | Alexandre Ier Régent Pávlos Koundouriótis Régente Olga Constantinovna de Russie | Après la destitution de Constantin Ier, la succession au trône est une nouvelle fois indécise. Alexandre Ier ayant conclu un mariage inégal sans obtenir l'autorisation du Primat de l'Église grecque, sa fille posthume n'est pas dynaste,. À la mort du roi, la couronne est proposée à son frère cadet, Paul, qui la refuse. Après plusieurs semaines de crise institutionnelle, un référendum rend finalement la couronne à Constantin Ier. |
| Georges, diadoque de Grèce              | Georges, prince de Grèce et de Danemark Né le 19 juillet 1890 à Tatoï (Grèce) — Mort le 1er avril 1947 à Athènes (Grèce) Futur roi Georges II        | 22 novembre 1920 — 27 septembre 1922 (1 an, 11 mois et 5 jours)                                                                             | Constantin Ier                                                                  | Georges reprend sa place dans l'ordre de succession après la restauration de son père. |
| Paul, diadoque de Grèce                 | Paul, prince de Grèce et de Danemark Né le 14 décembre 1901 à Tatoï (Grèce) — Mort le 6 mars 1964 à Athènes (Grèce) Futur roi Paul Ier               | 27 septembre 1922 — 25 mars 1924 (1 an, 5 mois et 27 jours)                                                                                 | Georges II                                                                      | Après l'abdication de son père et en l'absence d'enfant du côté de Georges II, le prince Paul devient diadoque de Grèce jusqu'à l'abolition de la monarchie. |
| Deuxième République hellénique          | | |                                                                                 | |
| Paul, diadoque de Grèce                 | Paul, prince de Grèce et de Danemark Né le 14 décembre 1901 à Tatoï (Grèce) — Mort le 6 mars 1964 à Athènes (Grèce) Futur roi Paul Ier               | 3 novembre 1935 — 1er avril 1947 (11 ans, 4 mois et 29 jours)                                                                               | Georges II Régent Damaskinos d'Athènes Georges II                               | Georges II n'ayant pas d'enfant, Paul redevient diadoque quand son aîné est restauré sur le trône. Les Alliés continuent à le reconnaître comme héritier pendant l'Occupation et la période d'incertitude institutionnelle qui suit la Libération. Il ne reprend cependant ses fonctions de diadoque qu'après le retour définitif de Georges II sur le trône, en 1946.                                                                          |
| Constantin, diadoque de Grèce           | Constantin, prince de Grèce et de Danemark Né le 2 juin 1940 à Athènes (Grèce) Futur roi Constantin II                                               | 1er avril 1947 — 6 mars 1964 (16 ans, 11 mois et 5 jours)                                                                                   | Paul Ier                                                                        | Devenu diadoque à l'accession au trône de Paul Ier, il remporte une médaille d'or en voile lors des Jeux olympiques d'été de 1960. Il est brièvement régent lors de l'agonie de son père. |
| Irène, diadoque de Grèce                | Irène, princesse de Grèce et de Danemark Née le 11 mai 1942 au Cap (Afrique du Sud)                                                                  | 6 mars 1964 — 10 juillet 1965 (1 an, 4 mois et 4 jours)                                                                                     | Constantin II                                                                   | La constitution de 1952 ayant réformé les règles successorales, Irène devient diadoque lors de l'accession au trône de son frère. Cette situation inédite provoque une crise au sein de la famille royale : le prince Pierre se considère en effet mieux placé que sa cousine pour succéder à Constantin II. |
| Alexia, diadoque de Grèce               | Alexia, princesse de Grèce et de Danemark Née le 10 juillet 1965 à Corfou (Grèce)                                                                    | 10 juillet 1965 — 20 mai 1967 (1 an, 10 mois et 10 jours)                                                                                   | Constantin II                                                                   | Alexia succède à sa tante à sa naissance. Elle garde le titre de diadoque jusqu'à la naissance de son frère Paul. |
| Paul, diadoque de Grèce                 | Paul, prince de Grèce et de Danemark Né le 20 mai 1967 à Tatoï (Grèce) Dernier diadoque de Grèce                                                     | 20 mai 1967 — 1er juin 1973 (de jure) (6 ans et 12 jours) 1er juin 1973 — 10 janvier 2023 (titre de courtoisie) (49 ans, 7 mois et 9 jours) | Constantin II Régent Georgios Zoitakis Régent Geórgios Papadópoulos             | Titré diadoque à sa naissance, Paul le reste nominalement durant la Dictature des Colonels. Après l'abolition de la monarchie, il use de ce statut comme d'un titre de courtoisie. |
| Troisième République hellénique         | | |                                                                                 | |
| Konstantínos Aléxios, diadoque de Grèce | Konstantínos Aléxios, prince de Grèce et de Danemark Né le 29 octobre 1998 à New York (États-Unis)                                                   | Depuis le 10 janvier 2023 (titre de courtoisie) (2 ans, 3 mois et 19 jours)                                                                 | Paul II (prétendant au trône)                                                   | Fils du précédent, il est reconnu par certains médias comme diadoque de Grèce à la mort de son grand-père Constantin II en 2023,. |

## Généalogie
|  |  |                                                  |                                                  |                                                  |                                                  |                                                  |                                                  |                                               |                                               |                                                    |                                                    |                                                    |                                                    |                                                       |                                                       |                                                       |                                                       |                                                       |                                                       |                                               |                                               |                                               |                                               |  |  |                                                                         |                                                                         |                                                                         |                                                                         |                                                                         |                                                                         |  |  |                                             |                                             |                                             |                                             |                                             |                                             |  |  |                                            |                                            |                                            |                                            |                                            |                                            |  |  |                                                |                                                |                                                |                                                |                                                |                                                |  |  |  |  |  |  |  |  |  |  |  |  |  |  |  |  |  |  |  |  |  |  |  |  |  |  |  |  |  |  |  |  |  |  |  |  |  |  |  |  |  |  |  |  |  |  |
|  |  |                                                  |                                                  |                                                  |                                                  |                                                  |                                                  |                                               |                                               |                                                    |                                                    |                                                    |                                                    |                                                       |                                                       |                                                       |                                                       |                                                       |                                                       |                                               |                                               |                                               |                                               |  |  |                                                                         |                                                                         |                                                                         |                                                                         |                                                                         |                                                                         |  |  |                                             |                                             |                                             |                                             |                                             |                                             |  |  |                                            |                                            |                                            |                                            |                                            |                                            |  |  |                                                |                                                |                                                |                                                |                                                |                                                |  |  |  |  |  |  |  |  |  |  |  |  |  |  |  |  |  |  |  |  |  |  |  |  |  |  |  |  |  |  |  |  |  |  |  |  |  |  |  |  |  |  |  |  |  |  |
|  |  |                                                  |                                                  | Othon Ier (1815-1867) ép. Amélie d'Oldenbourg    | Othon Ier (1815-1867) ép. Amélie d'Oldenbourg    | Othon Ier (1815-1867) ép. Amélie d'Oldenbourg    | Othon Ier (1815-1867) ép. Amélie d'Oldenbourg    | Othon Ier (1815-1867) ép. Amélie d'Oldenbourg | Othon Ier (1815-1867) ép. Amélie d'Oldenbourg |                                                    |                                                    |                                                    |                                                    | Luitpold (1821-1912) ép. Augusta de Habsbourg-Toscane | Luitpold (1821-1912) ép. Augusta de Habsbourg-Toscane | Luitpold (1821-1912) ép. Augusta de Habsbourg-Toscane | Luitpold (1821-1912) ép. Augusta de Habsbourg-Toscane | Luitpold (1821-1912) ép. Augusta de Habsbourg-Toscane | Luitpold (1821-1912) ép. Augusta de Habsbourg-Toscane |                                               |                                               |                                               |                                               |  |  |                                                                         |                                                                         |                                                                         |                                                                         |                                                                         |                                                                         |  |  |                                             |                                             |                                             |                                             |                                             |                                             |  |  |                                            |                                            |                                            |                                            |                                            |                                            |  |  |                                                |                                                |                                                |                                                |                                                |                                                |  |  |  |  |  |  |  |  |  |  |  |  |  |  |  |  |  |  |  |  |  |  |  |  |  |  |  |  |  |  |  |  |  |  |  |  |  |  |  |  |  |  |  |  |  |  |
|  |  |                                                  |                                                  | Othon Ier (1815-1867) ép. Amélie d'Oldenbourg    | Othon Ier (1815-1867) ép. Amélie d'Oldenbourg    | Othon Ier (1815-1867) ép. Amélie d'Oldenbourg    | Othon Ier (1815-1867) ép. Amélie d'Oldenbourg    | Othon Ier (1815-1867) ép. Amélie d'Oldenbourg | Othon Ier (1815-1867) ép. Amélie d'Oldenbourg |                                                    |                                                    |                                                    |                                                    | Luitpold (1821-1912) ép. Augusta de Habsbourg-Toscane | Luitpold (1821-1912) ép. Augusta de Habsbourg-Toscane | Luitpold (1821-1912) ép. Augusta de Habsbourg-Toscane | Luitpold (1821-1912) ép. Augusta de Habsbourg-Toscane | Luitpold (1821-1912) ép. Augusta de Habsbourg-Toscane | Luitpold (1821-1912) ép. Augusta de Habsbourg-Toscane |                                               |                                               |                                               |                                               |  |  |                                                                         |                                                                         |                                                                         |                                                                         |                                                                         |                                                                         |  |  |                                             |                                             |                                             |                                             |                                             |                                             |  |  |                                            |                                            |                                            |                                            |                                            |                                            |  |  |                                                |                                                |                                                |                                                |                                                |                                                |  |  |  |  |  |  |  |  |  |  |  |  |  |  |  |  |  |  |  |  |  |  |  |  |  |  |  |  |  |  |  |  |  |  |  |  |  |  |  |  |  |  |  |  |  |  |
|  |  |                                                  |                                                  |                                                  |                                                  |                                                  |                                                  |                                               |                                               |                                                    |                                                    |                                                    |                                                    |                                                       |                                                       |                                                       |                                                       |                                                       |                                                       |                                               |                                               |                                               |                                               |  |  | Georges Ier (1845-1913) ép. Olga Constantinovna                         |                                                                         |                                                                         |                                                                         |                                                                         |                                                                         |  |  |                                             |                                             |                                             |                                             |                                             |                                             |  |  |                                            |                                            |                                            |                                            |                                            |                                            |  |  |                                                |                                                |                                                |                                                |                                                |                                                |  |  |  |  |  |  |  |  |  |  |  |  |  |  |  |  |  |  |  |  |  |  |  |  |  |  |  |  |  |  |  |  |  |  |  |  |  |  |  |  |  |  |  |  |  |  |
|  |  |                                                  |                                                  |                                                  |                                                  |                                                  |                                                  |                                               |                                               |                                                    |                                                    |                                                    |                                                    |                                                       |                                                       |                                                       |                                                       |                                                       |                                                       |                                               |                                               |                                               |                                               |  |  |                                                                         |                                                                         |                                                                         |                                                                         |                                                                         |                                                                         |  |  |                                             |                                             |                                             |                                             |                                             |                                             |  |  |                                            |                                            |                                            |                                            |                                            |                                            |  |  |                                                |                                                |                                                |                                                |                                                |                                                |  |  |  |  |  |  |  |  |  |  |  |  |  |  |  |  |  |  |  |  |  |  |  |  |  |  |  |  |  |  |  |  |  |  |  |  |  |  |  |  |  |  |  |  |  |  |
|  |  |                                                  |                                                  |                                                  |                                                  |                                                  |                                                  |                                               |                                               |                                                    |                                                    |                                                    |                                                    |                                                       |                                                       |                                                       |                                                       |                                                       |                                                       |                                               |                                               |                                               |                                               |  |  |                                                                         |                                                                         |                                                                         |                                                                         |                                                                         |                                                                         |  |  |                                             |                                             |                                             |                                             |                                             |                                             |  |  |                                            |                                            |                                            |                                            |                                            |                                            |  |  |                                                |                                                |                                                |                                                |                                                |                                                |  |  |  |  |  |  |  |  |  |  |  |  |  |  |  |  |  |  |  |  |  |  |  |  |  |  |  |  |  |  |  |  |  |  |  |  |  |  |  |  |  |  |  |  |  |  |
|  |  | Constantin Ier (1868-1923) ép. Sophie de Prusse  | Constantin Ier (1868-1923) ép. Sophie de Prusse  | Constantin Ier (1868-1923) ép. Sophie de Prusse  | Constantin Ier (1868-1923) ép. Sophie de Prusse  | Constantin Ier (1868-1923) ép. Sophie de Prusse  | Constantin Ier (1868-1923) ép. Sophie de Prusse  |                                               |                                               | Georges (1869-1957) ép. Marie Bonaparte            | Georges (1869-1957) ép. Marie Bonaparte            | Georges (1869-1957) ép. Marie Bonaparte            | Georges (1869-1957) ép. Marie Bonaparte            | Georges (1869-1957) ép. Marie Bonaparte               | Georges (1869-1957) ép. Marie Bonaparte               |                                                       |                                                       | Alexandra (1870-1891) ép. Paul Alexandrovitch         | Alexandra (1870-1891) ép. Paul Alexandrovitch         | Alexandra (1870-1891) ép. Paul Alexandrovitch | Alexandra (1870-1891) ép. Paul Alexandrovitch | Alexandra (1870-1891) ép. Paul Alexandrovitch | Alexandra (1870-1891) ép. Paul Alexandrovitch |  |  | Nicolas (1872-1938) ép. Hélène Vladimirovna                             | Nicolas (1872-1938) ép. Hélène Vladimirovna                             | Nicolas (1872-1938) ép. Hélène Vladimirovna                             | Nicolas (1872-1938) ép. Hélène Vladimirovna                             | Nicolas (1872-1938) ép. Hélène Vladimirovna                             | Nicolas (1872-1938) ép. Hélène Vladimirovna                             |  |  | Marie (1876-1940) ép. Georges Mikhaïlovitch | Marie (1876-1940) ép. Georges Mikhaïlovitch | Marie (1876-1940) ép. Georges Mikhaïlovitch | Marie (1876-1940) ép. Georges Mikhaïlovitch | Marie (1876-1940) ép. Georges Mikhaïlovitch | Marie (1876-1940) ép. Georges Mikhaïlovitch |  |  | André (1882-1944) ép. Alice de Battenberg  | André (1882-1944) ép. Alice de Battenberg  | André (1882-1944) ép. Alice de Battenberg  | André (1882-1944) ép. Alice de Battenberg  | André (1882-1944) ép. Alice de Battenberg  | André (1882-1944) ép. Alice de Battenberg  |  |  | Christophe (1888-1940) ép. Françoise d'Orléans | Christophe (1888-1940) ép. Françoise d'Orléans | Christophe (1888-1940) ép. Françoise d'Orléans | Christophe (1888-1940) ép. Françoise d'Orléans | Christophe (1888-1940) ép. Françoise d'Orléans | Christophe (1888-1940) ép. Françoise d'Orléans |  |  |  |  |  |  |  |  |  |  |  |  |  |  |  |  |  |  |  |  |  |  |  |  |  |  |  |  |  |  |  |  |  |  |  |  |  |  |  |  |  |  |  |  |  |  |
|  |  | Constantin Ier (1868-1923) ép. Sophie de Prusse  | Constantin Ier (1868-1923) ép. Sophie de Prusse  | Constantin Ier (1868-1923) ép. Sophie de Prusse  | Constantin Ier (1868-1923) ép. Sophie de Prusse  | Constantin Ier (1868-1923) ép. Sophie de Prusse  | Constantin Ier (1868-1923) ép. Sophie de Prusse  |                                               |                                               | Georges (1869-1957) ép. Marie Bonaparte            | Georges (1869-1957) ép. Marie Bonaparte            | Georges (1869-1957) ép. Marie Bonaparte            | Georges (1869-1957) ép. Marie Bonaparte            | Georges (1869-1957) ép. Marie Bonaparte               | Georges (1869-1957) ép. Marie Bonaparte               |                                                       |                                                       | Alexandra (1870-1891) ép. Paul Alexandrovitch         | Alexandra (1870-1891) ép. Paul Alexandrovitch         | Alexandra (1870-1891) ép. Paul Alexandrovitch | Alexandra (1870-1891) ép. Paul Alexandrovitch | Alexandra (1870-1891) ép. Paul Alexandrovitch | Alexandra (1870-1891) ép. Paul Alexandrovitch |  |  | Nicolas (1872-1938) ép. Hélène Vladimirovna                             | Nicolas (1872-1938) ép. Hélène Vladimirovna                             | Nicolas (1872-1938) ép. Hélène Vladimirovna                             | Nicolas (1872-1938) ép. Hélène Vladimirovna                             | Nicolas (1872-1938) ép. Hélène Vladimirovna                             | Nicolas (1872-1938) ép. Hélène Vladimirovna                             |  |  | Marie (1876-1940) ép. Georges Mikhaïlovitch | Marie (1876-1940) ép. Georges Mikhaïlovitch | Marie (1876-1940) ép. Georges Mikhaïlovitch | Marie (1876-1940) ép. Georges Mikhaïlovitch | Marie (1876-1940) ép. Georges Mikhaïlovitch | Marie (1876-1940) ép. Georges Mikhaïlovitch |  |  | André (1882-1944) ép. Alice de Battenberg  | André (1882-1944) ép. Alice de Battenberg  | André (1882-1944) ép. Alice de Battenberg  | André (1882-1944) ép. Alice de Battenberg  | André (1882-1944) ép. Alice de Battenberg  | André (1882-1944) ép. Alice de Battenberg  |  |  | Christophe (1888-1940) ép. Françoise d'Orléans | Christophe (1888-1940) ép. Françoise d'Orléans | Christophe (1888-1940) ép. Françoise d'Orléans | Christophe (1888-1940) ép. Françoise d'Orléans | Christophe (1888-1940) ép. Françoise d'Orléans | Christophe (1888-1940) ép. Françoise d'Orléans |  |  |  |  |  |  |  |  |  |  |  |  |  |  |  |  |  |  |  |  |  |  |  |  |  |  |  |  |  |  |  |  |  |  |  |  |  |  |  |  |  |  |  |  |  |  |
|  |  |                                                  |                                                  |                                                  |                                                  |                                                  |                                                  |                                               |                                               |                                                    |                                                    |                                                    |                                                    |                                                       |                                                       |                                                       |                                                       |                                                       |                                                       |                                               |                                               |                                               |                                               |  |  |                                                                         |                                                                         |                                                                         |                                                                         |                                                                         |                                                                         |  |  |                                             |                                             |                                             |                                             |                                             |                                             |  |  |                                            |                                            |                                            |                                            |                                            |                                            |  |  |                                                |                                                |                                                |                                                |                                                |                                                |  |  |  |  |  |  |  |  |  |  |  |  |  |  |  |  |  |  |  |  |  |  |  |  |  |  |  |  |  |  |  |  |  |  |  |  |  |  |  |  |  |  |  |  |  |  |
|  |  |                                                  |                                                  |                                                  |                                                  |                                                  |                                                  |                                               |                                               |                                                    |                                                    |                                                    |                                                    |                                                       |                                                       |                                                       |                                                       |                                                       |                                                       |                                               |                                               |                                               |                                               |  |  |                                                                         |                                                                         |                                                                         |                                                                         |                                                                         |                                                                         |  |  |                                             |                                             |                                             |                                             |                                             |                                             |  |  |                                            |                                            |                                            |                                            |                                            |                                            |  |  |                                                |                                                |                                                |                                                |                                                |                                                |  |  |  |  |  |  |  |  |  |  |  |  |  |  |  |  |  |  |  |  |  |  |  |  |  |  |  |  |  |  |  |  |  |  |  |  |  |  |  |  |  |  |  |  |  |  |
|  |  | Georges II (1890-1947) ép. Élisabeth de Roumanie | Georges II (1890-1947) ép. Élisabeth de Roumanie | Georges II (1890-1947) ép. Élisabeth de Roumanie | Georges II (1890-1947) ép. Élisabeth de Roumanie | Georges II (1890-1947) ép. Élisabeth de Roumanie | Georges II (1890-1947) ép. Élisabeth de Roumanie |                                               |                                               | Alexandre Ier (1893-1920) ép. Aspasía Mános        | Alexandre Ier (1893-1920) ép. Aspasía Mános        | Alexandre Ier (1893-1920) ép. Aspasía Mános        | Alexandre Ier (1893-1920) ép. Aspasía Mános        | Alexandre Ier (1893-1920) ép. Aspasía Mános           | Alexandre Ier (1893-1920) ép. Aspasía Mános           |                                                       |                                                       | Hélène (1896-1982) ép. Charles II de Roumanie         | Hélène (1896-1982) ép. Charles II de Roumanie         | Hélène (1896-1982) ép. Charles II de Roumanie | Hélène (1896-1982) ép. Charles II de Roumanie | Hélène (1896-1982) ép. Charles II de Roumanie | Hélène (1896-1982) ép. Charles II de Roumanie |  |  | Paul Ier (1901-1964) ép. Frederika de Hanovre                           | Paul Ier (1901-1964) ép. Frederika de Hanovre                           | Paul Ier (1901-1964) ép. Frederika de Hanovre                           | Paul Ier (1901-1964) ép. Frederika de Hanovre                           | Paul Ier (1901-1964) ép. Frederika de Hanovre                           | Paul Ier (1901-1964) ép. Frederika de Hanovre                           |  |  | Irène (1904-1974) ép. Aymon de Savoie       | Irène (1904-1974) ép. Aymon de Savoie       | Irène (1904-1974) ép. Aymon de Savoie       | Irène (1904-1974) ép. Aymon de Savoie       | Irène (1904-1974) ép. Aymon de Savoie       | Irène (1904-1974) ép. Aymon de Savoie       |  |  | Catherine (1913-2007) ép. Richard Brandram | Catherine (1913-2007) ép. Richard Brandram | Catherine (1913-2007) ép. Richard Brandram | Catherine (1913-2007) ép. Richard Brandram | Catherine (1913-2007) ép. Richard Brandram | Catherine (1913-2007) ép. Richard Brandram |  |  |                                                |                                                |                                                |                                                |                                                |                                                |  |  |  |  |  |  |  |  |  |  |  |  |  |  |  |  |  |  |  |  |  |  |  |  |  |  |  |  |  |  |  |  |  |  |  |  |  |  |  |  |  |  |  |  |  |  |
|  |  | Georges II (1890-1947) ép. Élisabeth de Roumanie | Georges II (1890-1947) ép. Élisabeth de Roumanie | Georges II (1890-1947) ép. Élisabeth de Roumanie | Georges II (1890-1947) ép. Élisabeth de Roumanie | Georges II (1890-1947) ép. Élisabeth de Roumanie | Georges II (1890-1947) ép. Élisabeth de Roumanie |                                               |                                               | Alexandre Ier (1893-1920) ép. Aspasía Mános        | Alexandre Ier (1893-1920) ép. Aspasía Mános        | Alexandre Ier (1893-1920) ép. Aspasía Mános        | Alexandre Ier (1893-1920) ép. Aspasía Mános        | Alexandre Ier (1893-1920) ép. Aspasía Mános           | Alexandre Ier (1893-1920) ép. Aspasía Mános           |                                                       |                                                       | Hélène (1896-1982) ép. Charles II de Roumanie         | Hélène (1896-1982) ép. Charles II de Roumanie         | Hélène (1896-1982) ép. Charles II de Roumanie | Hélène (1896-1982) ép. Charles II de Roumanie | Hélène (1896-1982) ép. Charles II de Roumanie | Hélène (1896-1982) ép. Charles II de Roumanie |  |  | Paul Ier (1901-1964) ép. Frederika de Hanovre                           | Paul Ier (1901-1964) ép. Frederika de Hanovre                           | Paul Ier (1901-1964) ép. Frederika de Hanovre                           | Paul Ier (1901-1964) ép. Frederika de Hanovre                           | Paul Ier (1901-1964) ép. Frederika de Hanovre                           | Paul Ier (1901-1964) ép. Frederika de Hanovre                           |  |  | Irène (1904-1974) ép. Aymon de Savoie       | Irène (1904-1974) ép. Aymon de Savoie       | Irène (1904-1974) ép. Aymon de Savoie       | Irène (1904-1974) ép. Aymon de Savoie       | Irène (1904-1974) ép. Aymon de Savoie       | Irène (1904-1974) ép. Aymon de Savoie       |  |  | Catherine (1913-2007) ép. Richard Brandram | Catherine (1913-2007) ép. Richard Brandram | Catherine (1913-2007) ép. Richard Brandram | Catherine (1913-2007) ép. Richard Brandram | Catherine (1913-2007) ép. Richard Brandram | Catherine (1913-2007) ép. Richard Brandram |  |  |                                                |                                                |                                                |                                                |                                                |                                                |  |  |  |  |  |  |  |  |  |  |  |  |  |  |  |  |  |  |  |  |  |  |  |  |  |  |  |  |  |  |  |  |  |  |  |  |  |  |  |  |  |  |  |  |  |  |
|  |  |                                                  |                                                  |                                                  |                                                  |                                                  |                                                  |                                               |                                               |                                                    |                                                    |                                                    |                                                    |                                                       |                                                       |                                                       |                                                       |                                                       |                                                       |                                               |                                               |                                               |                                               |  |  |                                                                         |                                                                         |                                                                         |                                                                         |                                                                         |                                                                         |  |  |                                             |                                             |                                             |                                             |                                             |                                             |  |  |                                            |                                            |                                            |                                            |                                            |                                            |  |  |                                                |                                                |                                                |                                                |                                                |                                                |  |  |  |  |  |  |  |  |  |  |  |  |  |  |  |  |  |  |  |  |  |  |  |  |  |  |  |  |  |  |  |  |  |  |  |  |  |  |  |  |  |  |  |  |  |  |
|  |  |                                                  |                                                  |                                                  |                                                  |                                                  |                                                  |                                               |                                               |                                                    |                                                    |                                                    |                                                    |                                                       |                                                       |                                                       |                                                       |                                                       |                                                       |                                               |                                               |                                               |                                               |  |  |                                                                         |                                                                         |                                                                         |                                                                         |                                                                         |                                                                         |  |  |                                             |                                             |                                             |                                             |                                             |                                             |  |  |                                            |                                            |                                            |                                            |                                            |                                            |  |  |                                                |                                                |                                                |                                                |                                                |                                                |  |  |  |  |  |  |  |  |  |  |  |  |  |  |  |  |  |  |  |  |  |  |  |  |  |  |  |  |  |  |  |  |  |  |  |  |  |  |  |  |  |  |  |  |  |  |
|  |  |                                                  |                                                  |                                                  |                                                  |                                                  |                                                  |                                               |                                               | Alexandra (1921-1993) ép. Pierre II de Yougoslavie | Alexandra (1921-1993) ép. Pierre II de Yougoslavie | Alexandra (1921-1993) ép. Pierre II de Yougoslavie | Alexandra (1921-1993) ép. Pierre II de Yougoslavie | Alexandra (1921-1993) ép. Pierre II de Yougoslavie    | Alexandra (1921-1993) ép. Pierre II de Yougoslavie    |                                                       |                                                       | Sophie (1938-) ép. Juan Carlos Ier d'Espagne          | Sophie (1938-) ép. Juan Carlos Ier d'Espagne          | Sophie (1938-) ép. Juan Carlos Ier d'Espagne  | Sophie (1938-) ép. Juan Carlos Ier d'Espagne  | Sophie (1938-) ép. Juan Carlos Ier d'Espagne  | Sophie (1938-) ép. Juan Carlos Ier d'Espagne  |  |  | Constantin II (1940-2023) ép. Anne-Marie de Danemark                    | Constantin II (1940-2023) ép. Anne-Marie de Danemark                    | Constantin II (1940-2023) ép. Anne-Marie de Danemark                    | Constantin II (1940-2023) ép. Anne-Marie de Danemark                    | Constantin II (1940-2023) ép. Anne-Marie de Danemark                    | Constantin II (1940-2023) ép. Anne-Marie de Danemark                    |  |  | Irène (1942-)                               | Irène (1942-)                               | Irène (1942-)                               | Irène (1942-)                               | Irène (1942-)                               | Irène (1942-)                               |  |  |                                            |                                            |                                            |                                            |                                            |                                            |  |  |                                                |                                                |                                                |                                                |                                                |                                                |  |  |  |  |  |  |  |  |  |  |  |  |  |  |  |  |  |  |  |  |  |  |  |  |  |  |  |  |  |  |  |  |  |  |  |  |  |  |  |  |  |  |  |  |  |  |
|  |  |                                                  |                                                  |                                                  |                                                  |                                                  |                                                  |                                               |                                               | Alexandra (1921-1993) ép. Pierre II de Yougoslavie | Alexandra (1921-1993) ép. Pierre II de Yougoslavie | Alexandra (1921-1993) ép. Pierre II de Yougoslavie | Alexandra (1921-1993) ép. Pierre II de Yougoslavie | Alexandra (1921-1993) ép. Pierre II de Yougoslavie    | Alexandra (1921-1993) ép. Pierre II de Yougoslavie    |                                                       |                                                       | Sophie (1938-) ép. Juan Carlos Ier d'Espagne          | Sophie (1938-) ép. Juan Carlos Ier d'Espagne          | Sophie (1938-) ép. Juan Carlos Ier d'Espagne  | Sophie (1938-) ép. Juan Carlos Ier d'Espagne  | Sophie (1938-) ép. Juan Carlos Ier d'Espagne  | Sophie (1938-) ép. Juan Carlos Ier d'Espagne  |  |  | Constantin II (1940-2023) ép. Anne-Marie de Danemark                    | Constantin II (1940-2023) ép. Anne-Marie de Danemark                    | Constantin II (1940-2023) ép. Anne-Marie de Danemark                    | Constantin II (1940-2023) ép. Anne-Marie de Danemark                    | Constantin II (1940-2023) ép. Anne-Marie de Danemark                    | Constantin II (1940-2023) ép. Anne-Marie de Danemark                    |  |  | Irène (1942-)                               | Irène (1942-)                               | Irène (1942-)                               | Irène (1942-)                               | Irène (1942-)                               | Irène (1942-)                               |  |  |                                            |                                            |                                            |                                            |                                            |                                            |  |  |                                                |                                                |                                                |                                                |                                                |                                                |  |  |  |  |  |  |  |  |  |  |  |  |  |  |  |  |  |  |  |  |  |  |  |  |  |  |  |  |  |  |  |  |  |  |  |  |  |  |  |  |  |  |  |  |  |  |
|  |  |                                                  |                                                  |                                                  |                                                  |                                                  |                                                  |                                               |                                               |                                                    |                                                    |                                                    |                                                    |                                                       |                                                       |                                                       |                                                       |                                                       |                                                       |                                               |                                               |                                               |                                               |  |  |                                                                         |                                                                         |                                                                         |                                                                         |                                                                         |                                                                         |  |  |                                             |                                             |                                             |                                             |                                             |                                             |  |  |                                            |                                            |                                            |                                            |                                            |                                            |  |  |                                                |                                                |                                                |                                                |                                                |                                                |  |  |  |  |  |  |  |  |  |  |  |  |  |  |  |  |  |  |  |  |  |  |  |  |  |  |  |  |  |  |  |  |  |  |  |  |  |  |  |  |  |  |  |  |  |  |
|  |  |                                                  |                                                  |                                                  |                                                  |                                                  |                                                  |                                               |                                               |                                                    |                                                    |                                                    |                                                    |                                                       |                                                       |                                                       |                                                       |                                                       |                                                       |                                               |                                               |                                               |                                               |  |  |                                                                         |                                                                         |                                                                         |                                                                         |                                                                         |                                                                         |  |  |                                             |                                             |                                             |                                             |                                             |                                             |  |  |                                            |                                            |                                            |                                            |                                            |                                            |  |  |                                                |                                                |                                                |                                                |                                                |                                                |  |  |  |  |  |  |  |  |  |  |  |  |  |  |  |  |  |  |  |  |  |  |  |  |  |  |  |  |  |  |  |  |  |  |  |  |  |  |  |  |  |  |  |  |  |  |
|  |  |                                                  |                                                  |                                                  |                                                  |                                                  |                                                  |                                               |                                               | Alexia (1965-) ép. Carlos Morales Quintana         | Alexia (1965-) ép. Carlos Morales Quintana         | Alexia (1965-) ép. Carlos Morales Quintana         | Alexia (1965-) ép. Carlos Morales Quintana         | Alexia (1965-) ép. Carlos Morales Quintana            | Alexia (1965-) ép. Carlos Morales Quintana            |                                                       |                                                       | Paul (1967-) ép. Marie-Chantal Miller                 | Paul (1967-) ép. Marie-Chantal Miller                 | Paul (1967-) ép. Marie-Chantal Miller         | Paul (1967-) ép. Marie-Chantal Miller         | Paul (1967-) ép. Marie-Chantal Miller         | Paul (1967-) ép. Marie-Chantal Miller         |  |  | Nikólaos (1969-) ép. (1) div. Tatiana Blatnik (2) Chrysí Vardinogiánnis | Nikólaos (1969-) ép. (1) div. Tatiana Blatnik (2) Chrysí Vardinogiánnis | Nikólaos (1969-) ép. (1) div. Tatiana Blatnik (2) Chrysí Vardinogiánnis | Nikólaos (1969-) ép. (1) div. Tatiana Blatnik (2) Chrysí Vardinogiánnis | Nikólaos (1969-) ép. (1) div. Tatiana Blatnik (2) Chrysí Vardinogiánnis | Nikólaos (1969-) ép. (1) div. Tatiana Blatnik (2) Chrysí Vardinogiánnis |  |  | Théodora (1983-) ép. Matthew Kumar          | Théodora (1983-) ép. Matthew Kumar          | Théodora (1983-) ép. Matthew Kumar          | Théodora (1983-) ép. Matthew Kumar          | Théodora (1983-) ép. Matthew Kumar          | Théodora (1983-) ép. Matthew Kumar          |  |  | Phílippos (1986-) ép. Nina Flohr           | Phílippos (1986-) ép. Nina Flohr           | Phílippos (1986-) ép. Nina Flohr           | Phílippos (1986-) ép. Nina Flohr           | Phílippos (1986-) ép. Nina Flohr           | Phílippos (1986-) ép. Nina Flohr           |  |  |                                                |                                                |                                                |                                                |                                                |                                                |  |  |  |  |  |  |  |  |  |  |  |  |  |  |  |  |  |  |  |  |  |  |  |  |  |  |  |  |  |  |  |  |  |  |  |  |  |  |  |  |  |  |  |  |  |  |
|  |  |                                                  |                                                  |                                                  |                                                  |                                                  |                                                  |                                               |                                               | Alexia (1965-) ép. Carlos Morales Quintana         | Alexia (1965-) ép. Carlos Morales Quintana         | Alexia (1965-) ép. Carlos Morales Quintana         | Alexia (1965-) ép. Carlos Morales Quintana         | Alexia (1965-) ép. Carlos Morales Quintana            | Alexia (1965-) ép. Carlos Morales Quintana            |                                                       |                                                       | Paul (1967-) ép. Marie-Chantal Miller                 | Paul (1967-) ép. Marie-Chantal Miller                 | Paul (1967-) ép. Marie-Chantal Miller         | Paul (1967-) ép. Marie-Chantal Miller         | Paul (1967-) ép. Marie-Chantal Miller         | Paul (1967-) ép. Marie-Chantal Miller         |  |  | Nikólaos (1969-) ép. (1) div. Tatiana Blatnik (2) Chrysí Vardinogiánnis | Nikólaos (1969-) ép. (1) div. Tatiana Blatnik (2) Chrysí Vardinogiánnis | Nikólaos (1969-) ép. (1) div. Tatiana Blatnik (2) Chrysí Vardinogiánnis | Nikólaos (1969-) ép. (1) div. Tatiana Blatnik (2) Chrysí Vardinogiánnis | Nikólaos (1969-) ép. (1) div. Tatiana Blatnik (2) Chrysí Vardinogiánnis | Nikólaos (1969-) ép. (1) div. Tatiana Blatnik (2) Chrysí Vardinogiánnis |  |  | Théodora (1983-) ép. Matthew Kumar          | Théodora (1983-) ép. Matthew Kumar          | Théodora (1983-) ép. Matthew Kumar          | Théodora (1983-) ép. Matthew Kumar          | Théodora (1983-) ép. Matthew Kumar          | Théodora (1983-) ép. Matthew Kumar          |  |  | Phílippos (1986-) ép. Nina Flohr           | Phílippos (1986-) ép. Nina Flohr           | Phílippos (1986-) ép. Nina Flohr           | Phílippos (1986-) ép. Nina Flohr           | Phílippos (1986-) ép. Nina Flohr           | Phílippos (1986-) ép. Nina Flohr           |  |  |                                                |                                                |                                                |                                                |                                                |                                                |  |  |  |  |  |  |  |  |  |  |  |  |  |  |  |  |  |  |  |  |  |  |  |  |  |  |  |  |  |  |  |  |  |  |  |  |  |  |  |  |  |  |  |  |  |  |

Légende :

 : Roi après avoir été diadoque

 : Roi sans avoir été diadoque

 : Simple diadoque